# Кошаново (Шамотульський повіт)
Кошаново (пол. Koszanowo) — село в Польщі, у гміні Пневи Шамотульського повіту Великопольського воєводства.
Населення — 202 особи (2011).
У 1975-1998 роках село належало до Познанського воєводства.

## Демографія
Демографічна структура станом на 31 березня 2011 року:
|          | Загалом | Допрацездатний вік | Працездатний вік | Постпрацездатний вік |
| -------- | ------- | ------------------ | ---------------- | -------------------- |
| Чоловіки | 98      | 31                 | 62               | 5                    |
| Жінки    | 104     | 25                 | 60               | 19                   |
| Разом    | 202     | 56                 | 122              | 24                   |